# Anthony Montgomery
Anthony Montgomery (Indianapolis (Indiana), 2 juni 1971) is een Amerikaans acteur en zanger. Hij is de kleinzoon van jazzmuzikant Wes Montgomery.

## Carrière
Montgomery vertolkte tussen 2001 en 2005 vier jaar lang de rol van stuurman Travis Mayweather in de sciencefictionserie Star Trek: Enterprise. In de tienerserie Popular had hij een terugkerende rol in 2000 en 2001. Verder speelde hij een aantal eenmalige bijrollen in televisieseries. Hij was onder meer te zien in Stargate SG-1, Charmed, JAG, House M.D. en NCIS.
Montgomery, die tijdens zijn jeugdjaren zong in het kerkkoor, bracht in 2008 zijn eerste hiphop soloalbum uit.